# Schönhof (Solingen)
Schönhof ist eine Ortslage in der bergischen Großstadt Solingen.

## Geographie
Die Ortslage Schönhof befindet sich unmittelbar angrenzend an den Gräfrather Parkfriedhof zwischen Mühlenbusch und Ziegelfeld südwestlich der Gräfrather Altstadt. Im Nordwesten befindet sich die Bandesmühle. Weiter im Süden liegt die Hofschaft Nümmen.

## Geschichte
Die Ortslage entstand wahrscheinlich auf Basis eines Einzelhauses in der ersten Hälfte des 19. Jahrhunderts. Die Topographische Aufnahme der Rheinlande von 1824 verzeichnet den Ort noch nicht, die Preußische Uraufnahme von 1843 verzeichnet ihn unbeschriftet. In der Topographischen Karte des Regierungsbezirks Düsseldorf von 1871 ist der Ort hingegen nicht verzeichnet.
Nach Gründung der Mairien und späteren Bürgermeistereien Anfang des 19. Jahrhunderts gehörte Schönhof zur Bürgermeisterei Gräfrath. Im Jahre 1887 wurde direkt am Ort vorbei die Bahnstrecke Solingen–Wuppertal-Vohwinkel trassiert. Bei Schönhof quert die Bahnstrecke die Walder Straße auf einer alten Eisenbahnbrücke.
Mit der Städtevereinigung zu Groß-Solingen im Jahre 1929 wurde Schönhof ein Ortsteil Solingens. Die heute noch vorhandenen Gebäude sind gänzlich zur Walder Straße nummeriert, die Ortsbezeichnung Schönhof ist jedoch bis heute im Solinger Stadtplan verzeichnet.

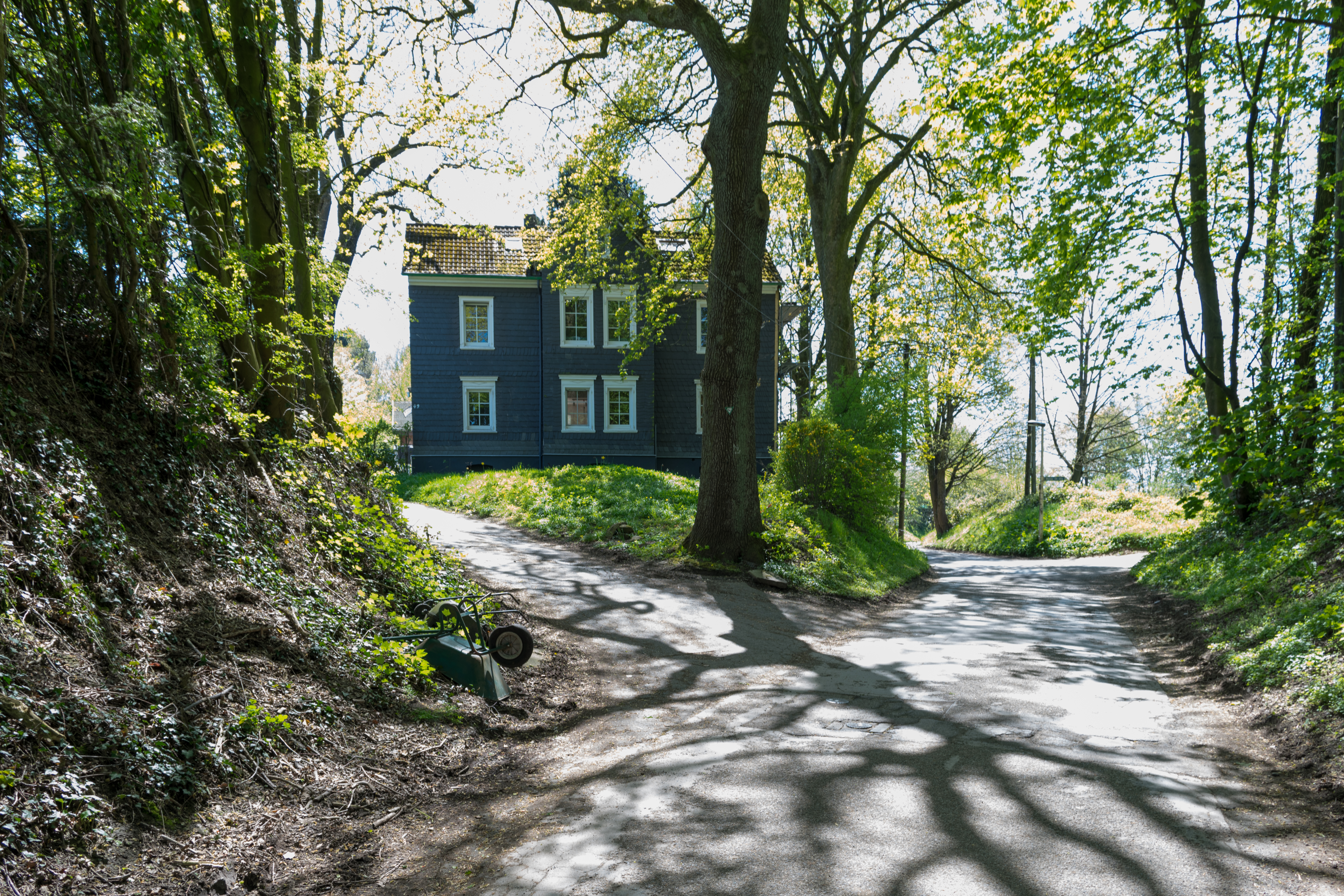
Wohnhaus in Schönhof
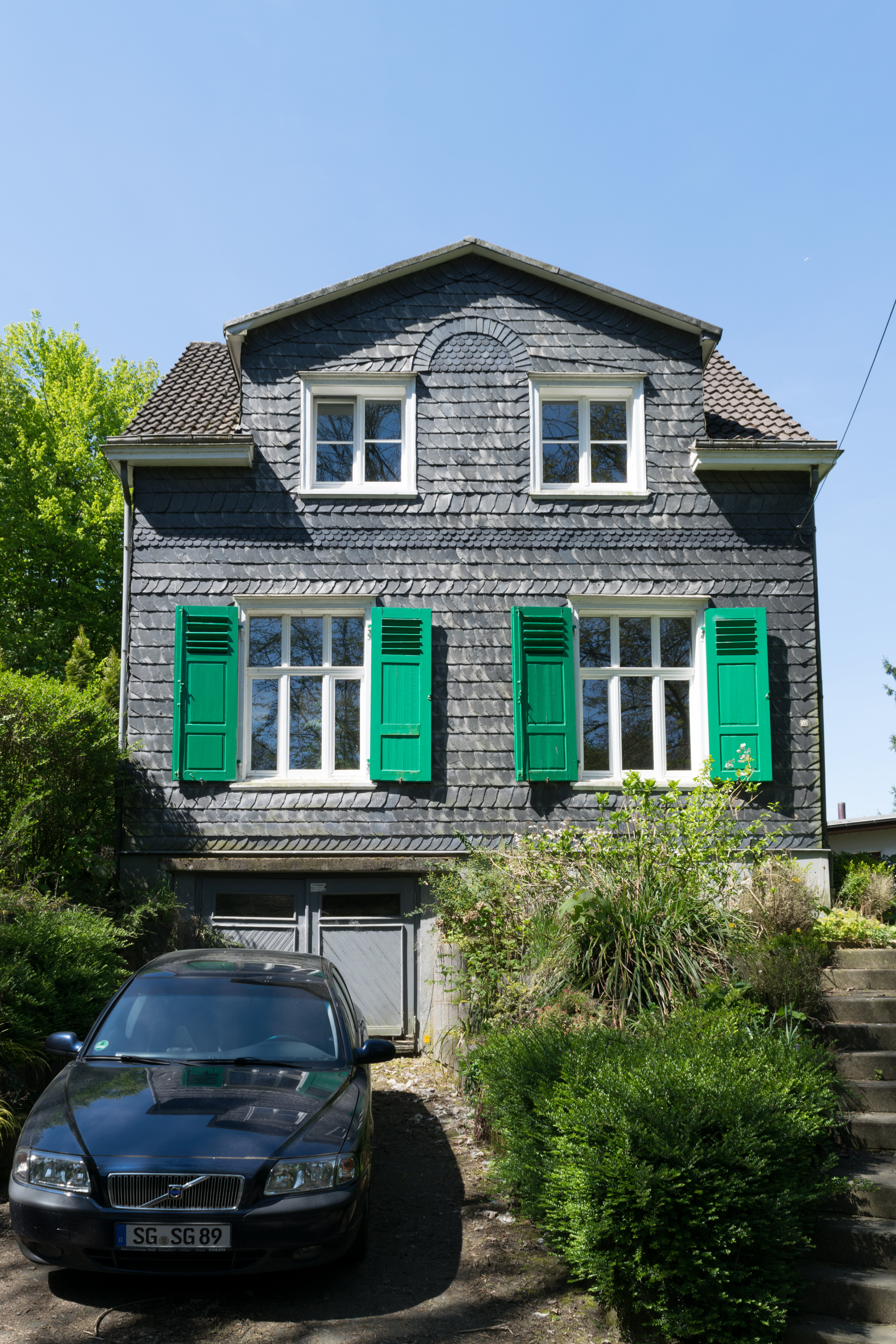
Wohnhaus in Schönhof